# سامال
سامال (بالإنجليزية: Island Garden City of Samal) هي مدينة في الفلبين، تتبع دافاو ديل نورت، بلغ عدد سكانها 95٬874  نسمة، في 2010، تبلغ مساحتها 301٫30 كيلومتر مربع، رمزها البريدي هو 8119.

## الموقع
تشترك في الحدود مع:
- دافاو.